# Coleophora kyffhusana
Coleophora kyffhusana é uma espécie de mariposa do gênero Coleophora pertencente à família Coleophoridae.